# Bohuslav Švarc
Bohuslav Švarc (6. prosince 1921, Habří - 18. prosince 2011, České Budějovice) byl český odborník na pěstění lesů a bývalý ředitel Lesního závodu Nové Hrady (1956-1982). Za dlouhodobý ekologický způsob hospodaření obdržel v roce 1995 Cenu ministra životního prostředí a od VÚLHM roku 2001 bronzovou medaili za přínos pro vědu a lesnický pěstební výzkum.

## Život
Narodil se v lesnické rodině, jeho otec byl lesním hajným u Města České Budějovice. Po čtyřleté lesnické praxi v lesích Města České Budějovice absolvoval Vyšší lesnickou školu v Písku (1941-1945). Po maturitě v roce 1945 nastoupil u bývalého schwarzenberského velkostatku v Hluboké nad Vltavou. Po převzetí jím vedené lesní správy Arnoštov Vojenskými lesy využil nabídky Ústavu pro pěstování lesů v Opočně (od 1. srpna 1951 asistentem lesního rady Huga Koniase), kde vedl pěstební kurzy, řešil úkoly výchovy, přeměn a převodu lesních porostů a melioraci degradovaných lesních půd. Pod odborným vedením Huga Koniase zakládal řadu poloprovozních pokusných ploch zaměřených na realizaci maloplošného podrostního způsobu hospodaření ve významných lesních oblastech v celém bývalém Československu. V té době studoval dálkově na Lesnické fakultě Vysoké školy zemědělské v Praze.
Roku 1954 nastoupil do funkce vedoucího provozu na SLH Nové Hrady, kde se později stal ředitelem lesního závodu. Působil zde až do odchodu do důchodu. V lesích Novohradska prosazoval maloplošný podrostní způsob hospodaření spojený s přeměnou druhové skladby monokultur na porosty smíšené diferencovaným způsobem podle lesních typů. Tento přírodě blízký a ekologicky přijatelný způsob hospodaření přispěl za 28 roků hospodaření na jednom místě ke zvýšení podílu přirozené obnovy na 60 %, zvýšení přírůstu z prosvětlení, zkvalitnění dřevní zásoby a zvýšení odolnosti lesních porostů proti abiotickým a biotickým škodlivým činitelům.
Byl aktivní též v ochraně přírody. Byl spoluzakladatelem a dlouholetým předsedou základní organizace Českého svazu ochránců přírody Nové Hrady, iniciátorem ochranářského programu na záchranu jilmů ohrožených grafiózou. Byl neúnavným propagátorem spolupráce mezi lesníky a ochránci přírody, čemuž šel celý život příkladem.